# Садарпур (подокруг)
Садарпур (бенг. সদরপুর, англ. Sadarpur) — подокруг в центральной части Бангладеш в составе округа Фаридпур. Образован в 1984 году. Административный центр — город Садарпур. Площадь подокруга — 290,21 км². По данным переписи 1991 года население подокруга составляло 172 059 человек. Плотность населения равнялась 593 чел. на 1 км². Уровень грамотности населения составлял 22,06 %. Религиозный состав: мусульмане — 92,77 %, индуисты — 7,18 %, прочие — 0,05 %.